# Launay Saturné
Launay Saturné (Petit-Goâve, Haiti, 14 de janeiro de 1964) é um clérigo haitiano e arcebispo católico romano de Cabo Haitiano.

## Biografia
Em 10 de março de 1991, Launay Saturné recebeu o Sacramento da Ordem do Bispo Auxiliar de Porto Príncipe, Joseph Lafontant. Após a ordenação, ocupou os seguintes cargos: vigário paroquial na paróquia Sacré-Coeur de Turgeau em Porto Príncipe (1991-1997); diretor da casa preparatória Jacquet da Arquidiocese de Porto Príncipe. De 1998 a 2003 continuou seus estudos na Pontifícia Universidade Gregoriana de Roma, obtendo o Doutorado em Teologia Dogmática (Eclesiologia). A partir de 2003, foi Diretor de Estudos e Professor de Teologia no Seminário Maior Interdiocesano de Porto Príncipe. Além disso, em 2004 se tornou Chefe da Comissão responsável pela Pastoral Mariana na mesma arquidiocese, e a partir de 2005, Secretário Nacional da Comissão de Pastoral Juvenil no Haiti.
Em 28 de abril de 2010, o Papa Bento XVI o nomeou Bispo de Jacmel. O Núncio Apostólico no Haiti, Dom Bernardito Cleopas Auza, o consagrou em 29 de maio do mesmo ano, na École Frère Clément em Jacmel; os co-consagradores foram o Arcebispo de Cap-Haïtien, Louis Kébreau SDB, e o Bispo Auxiliar de Port-au-Prince, Joseph Lafontant.
Em novembro de 2017, Saturné se tornou Presidente da Conferência Episcopal Haitiana. Em 16 de julho de 2018, o Papa Francisco o nomeou Arcebispo de Cap-Haïtien. A posse ocorreu em 23 de setembro do mesmo ano.
A Conferência Episcopal do Haiti elegeu Dom Saturné novamente como seu presidente em 2021.